# 环纹河口螺
环纹河口螺（学名：Pellamora reflecta），是中腹足目河口螺科河口螺属的一种。主要分布于台湾，常栖息在河口潮间带。